# Fresnillo (gemeente)
Fresnillo is een gemeente in de Mexicaanse deelstaat Zacatecas. De hoofdplaats van Fresnillo is Fresnillo. De gemeente Fresnillo heeft een oppervlakte van 4.947 km².
De gemeente heeft 183.236 inwoners (2000), waarmee het de qua inwoners grootste gemeente van de deelstaat is. Een verwaarloosbaar deel daarvan spreekt een indiaanse taal.
Apozol · Apulco · Atolinga · Florencia · Calera de Víctor Rosales · Cañitas de Felipe Pescador · Chalchihuites · Concepción del Oro · Cuauhtémoc · El Plateado de Joaquín Amaro · El Salvador · Fresnillo · Genaro Codina · General Enrique Estrada · General Francisco R Murguía · General Pánfilo Natera · Guadalupe · Huanusco · Jalpa · Jerez · Jiménez del Teul · Juan Aldama · Juchipila · Loreto · Luis Moya · Mazapil · Melchor Ocampo · Mezquital del Oro · Miguel Auza · Momax · Monte Escobedo · Morelos · Moyahua de Estrada · Nochistlán de Mejía · Noria de Ángeles · Ojocaliente · Pánuco · Pinos · Río Grande · Santa María de la Paz · Saín Alto · Sombrerete · Susticacán · Tabasco · Tepechitlán · Tepetongo · Teúl de González Ortega · Tlaltenango de Sánchez Román · Trancoso · Trinidad García de la Cadena · Valparaíso · Vetagrande · Villa de Cos · Villa García · Villa González Ortega · Villa Hidalgo · Villanueva · Zacatecas
- Library of Congress Control Number: n90684233
- Virtual International Authority File: 156069845
- WorldCat: E39PBJqfMyFXqj9Wp8YY947fv3